# Ambassador 21
Gli Ambassador 21 sono una band Industrial/Digital hardcore proveniente da Minsk (Bielorussia).
I testi sono scritti sia in Inglese che in Russo. La musica è un industrial con forti influenze hardcore e punk rock.

## Storia
Gli Ambassador 21 sono stati fondati nell'estate del 2001 da Natasha (voce, electronics) e Alexey Protasov (voce, electronics). Il duo ha inizia, fin dal 2003 a partecipare a diversi eventi in giro per l'Europa, tra i quali: Wave-Gotik-Treffen 2010 (Lipsia / Germania), M'era Luna 2010 (Hildesheim / Germania), Kinetik Festival 3.0 (Montréal / Canada), Festival Chauffer Dans La Noirceur (Montmartin-Sur-Mer / Francia), Ososphere 2009 (Strasburgo / Francia), Noxious Art Festival 2009 (Parigi / Francia), Maschinenfest'05, '06 (sotto lo pseudonimo SUICIDE INSIDE), '07 e '08 (Krefeld / Germania), Noxious Art Festival 2005 (Vesoul / Francia), Resistance Festival 2005 (Londra / UK), Resistance Festival 2004 (Bratislava / Slovacchia), Elektroanschlag (Altenburg / Germania), Sick & Twisted (Londra / UK), Sickfest (Mosca / Russia), Dark Easter (Utrecht / Paesi Bassi), Noise Central Festifal (Utrecht / Paesi Bassi).
Nel 2002 fondano una loro personale etichetta, la “Invasion Wreck Chords” (ora Invasion). La band ha inciso per diverse etichette, tra cui alcune importanti: Ant-Zen, Hands Productions, Pflichtkauf, Vendetta Music, Restroom, Audiotrauma, Out of Line, Beton Kopf Media, D-Trash Records.

## Discografia
1. Invitation To Execution - Invasion Wreck Chords 2001
2. People Vs. Ambassador21 - Invasion Wreck Chords 2002
3. Akcija - Invasion Wreck Chords 2004
4. Weight Of Death - Invasion Wreck Chords 2006
5. Fuck All Systems - Invasion Wreck Chords/Vendetta Music 2007
6. Justified Thirst For Blood - Invasion Wreck Chords/Vendetta Music 2008
7. Power Rage (Face Your Future Killers) - Invasion 2009
8. Riot Death (Face Your Future Dealers) - Invasion 2010

## Altre pubblicazioni
1. INV005 - Invasion Wreck Chords 2002
2. Ambassador21 Vs. The World - D-Trash Records 2002
3. Rational Terror - Invasion Wreck Chords 2003
4. Belarus/Teenage Action EP - Invasion Wreck Chords 2003
5. I Wanna Kill U. Com EP - Invasion Wreck Chords 2004
6. Akcija V1.1 - Invasion Wreck Chords 2005
7. New Doctrine About Trinity EP (with CONVERTER) - Invasion Wreck Chords 2005
8. Good Morning W. (vs. FRAGMENT KING) - Invasion Wreck Chords 2006
9. Drunken, Crazy, With A Gun - Invasion Wreck Chords 2007
10. Cut&Go - Invasion Wreck Chords 2007
11. Monsters, Victims & Witnesses DVD - Vendetta Music 2008
12. Peacemakers Inc. (split with PUNISH YOURSELF and CHRYSALIDE) - Invasion 2009
13. New Doctrine About Trinity EP (featuring CONVERTER) - Invasion 2010